# راسل هارلن
راسل هارلن (انگلیسی: Russell Harlan؛ ۱۶ سپتامبر ۱۹۰۳ – ۲۸ فوریهٔ ۱۹۷۴) مدیر فیلم‌برداری اهل ایالات متحده آمریکا بود.

## بخشی از فیلمشناسی
- هاوایی (۱۹۶۶)
- مسابقه بزرگ (۱۹۶۵)
- هاتاری! (۱۹۶۲)
- کشتن مرغ مقلد (۱۹۶۲)
- پولیانا (۱۹۶۰)
- طلوع در کمپوبلو (۱۹۶۰)
- ریو براوو (۱۹۵۹)
- شاهدی برای تعقیب (۱۹۵۷)
- ممکن بود آن شب باشد (۱۹۵۷)
- شور زندگی (۱۹۵۶)
- مدرسه اوباش و اراذل (۱۹۵۵)
- چیزی از دنیای دیگر (۱۹۵۱)
- دیوانه تفنگ (۱۹۴۹)
- رودخانه سرخ (۱۹۴۸)
- سوارکار مرموز (۱۹۳۸)